# Favò
La favò (ou favô) est une soupe typique de la Vallée d'Aoste, originaire d'Aymavilles et en particulier du hameau d'Ozein. Chaque année, elle est célébrée au cours d'une fête populaire.

## Ingrédients
Ce mets nécessite oignon, carotte, céleri, tomate, herbes de Provence, saucisse, fèves, pâtes, beurre, pain de seigle rassis, fontine, tomme, sel et poivre.
Elle est servie dans tous les restaurants de la vallée et à Ozein pendant la fête dédiée à ce mets typiquement valdôtain.

## Fête de lafavòà Ozein

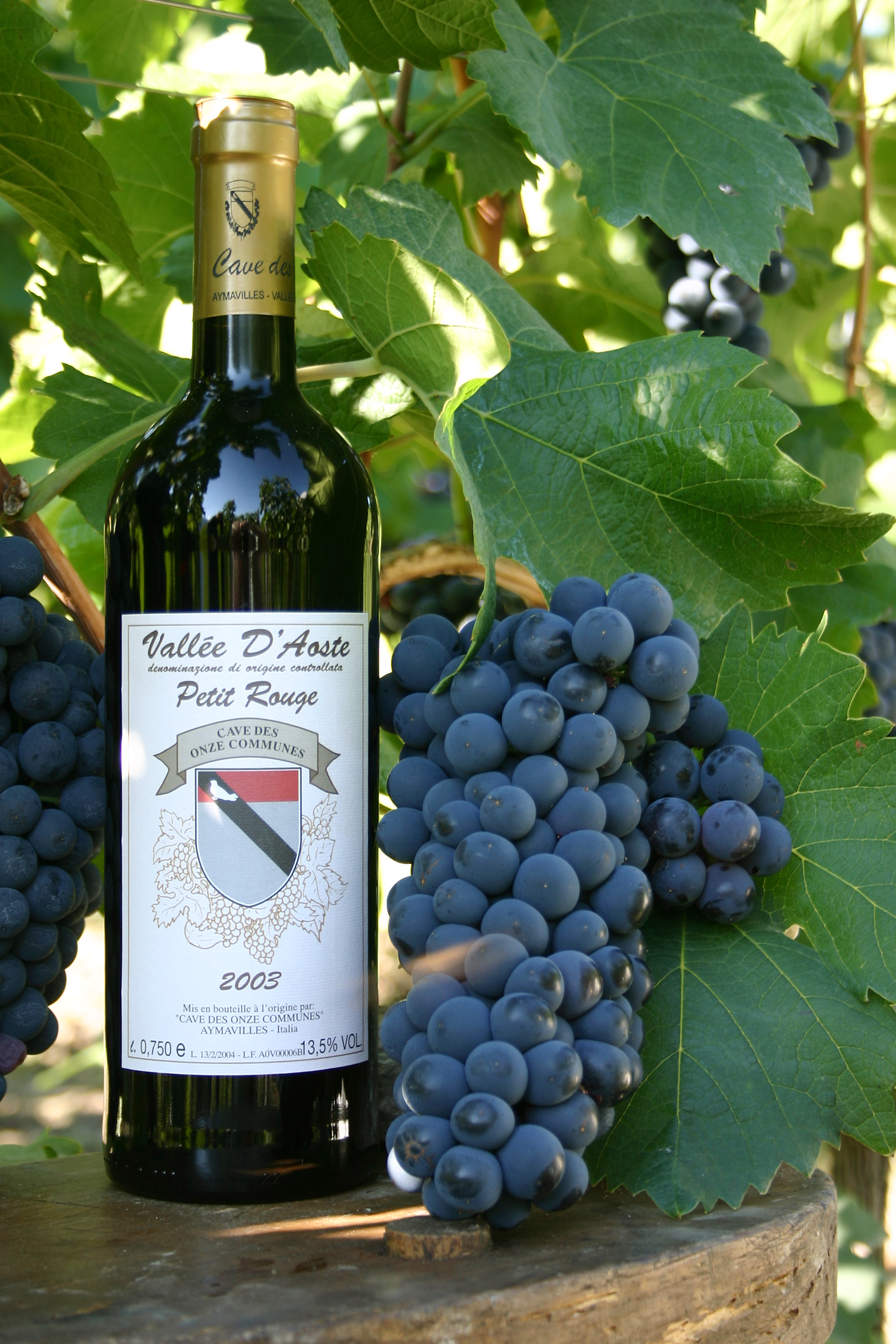
Petit Rouge de la Cave des Onze Communes.

Une fête, pour valoriser la favò, se déroule chaque année l'avant-dernière semaine de juillet, à Ozein, hameau d'Aymavilles. Cette manifestation joint la gastronomie à une atmosphère historique. Dans tout le village, on évoque les « misées », c'est-à-dire les métiers anciens qui ont marqué la vie d'antan (menuisier, sculpteur, tisseuses, etc.). Ces festivités sont scandées par les danses et les chants populaires qu'exécutent tous les participants.
Un rendez-vous qui est aussi inscrit au calendrier sportif, puisque a lieu sur le parcours Aymavilles-Ozein la Martze di Leudze, une compétition de course en montagne.

## Accord mets/vin
Cette soupe se sert très chaude et elle est traditionnellement accompagnée avec un vin rouge valdôtain, comme le Torrette d'Aymavilles ou Petit Rouge de la Cave des Onze Communes.